# Ogier
De Ogier zijn een ras uit de boekencyclus het Rad des Tijds van de schrijver Robert Jordan.
De Ogier hebben, in tegenstelling tot de mensen, niet een echt land dat van henzelf is; ze wonen in een Stedding. Daarnaast zijn de Ogier het enige niet-menselijke ras dat niet door mensen is gemaakt, zoals bij de Trolloks en de Myrddraal wel het geval is. Verder lijken de Ogier qua bouw en kleding op de mens; een Ogier heeft echter meer een snuit dan een mond, is langer dan een mens, is behaarder dan eens mens en wordt drie tot vier keer zo oud als de gemiddelde mens.

## Geschiedenis van de Ogier
In de Eeuw der Legenden werkten de Ogier samen met de mensen en reisden ze ver buiten de Stedding. De Ogier stonden (en staan) bekend om hun zangkunsten, die planten en bomen miraculeus kunnen laten groeien.
Tijdens het Breken van de Wereld werd de toen bekende wereld overhoop gegooid, waardoor de Ogier opnieuw op zoek moesten naar hun Stedding. De zoektocht van sommige Ogier duurde echter zo lang dat zij ten prooi vielen aan het Smachten. Het smachten zit blijkbaar in de genen van de Ogier verankerd, waardoor men de Stedding maar korte tijd kan verlaten. De Ogier zijn van nature vredelievende, rustige en trage schepsels, die moeilijk kwaad te krijgen zijn. Tijdens de Trollok-oorlogen waren de Ogier echter geduchte en goede vechters.
De Ogier staan bekend als steenwerkers en wezens die interesse hebben in levende dingen. Deze twee elementen zorgen ervoor dat hun werk altijd een organisch uiterlijk heeft. Vanwege hun befaamde bouwkunsten hebben de Ogier vele grote steden, zoals Tar Valon en Caemlin, gebouwd.